# Зоран Поповић (телевизијски продуцент)
Зоран Поповић (26. мај 1949) српски је телевизијски продуцент, универзитетски професор и публициста.

## Биографија
Завршио је студије на Факултету драмских уметности као студент генерације.
Прошао је сва знања на ФДУ, од асистента до редовног професора. Био је декан ФДУ у више мандата, од 2006. до 2011.
Реализовао је низ телевизијских емисија, серија, серијала, драма и радио је организацију више фестивала и културних манифестација у Србији и бившој Југославији.
Био је члан РЕМ-а.